# Agrians

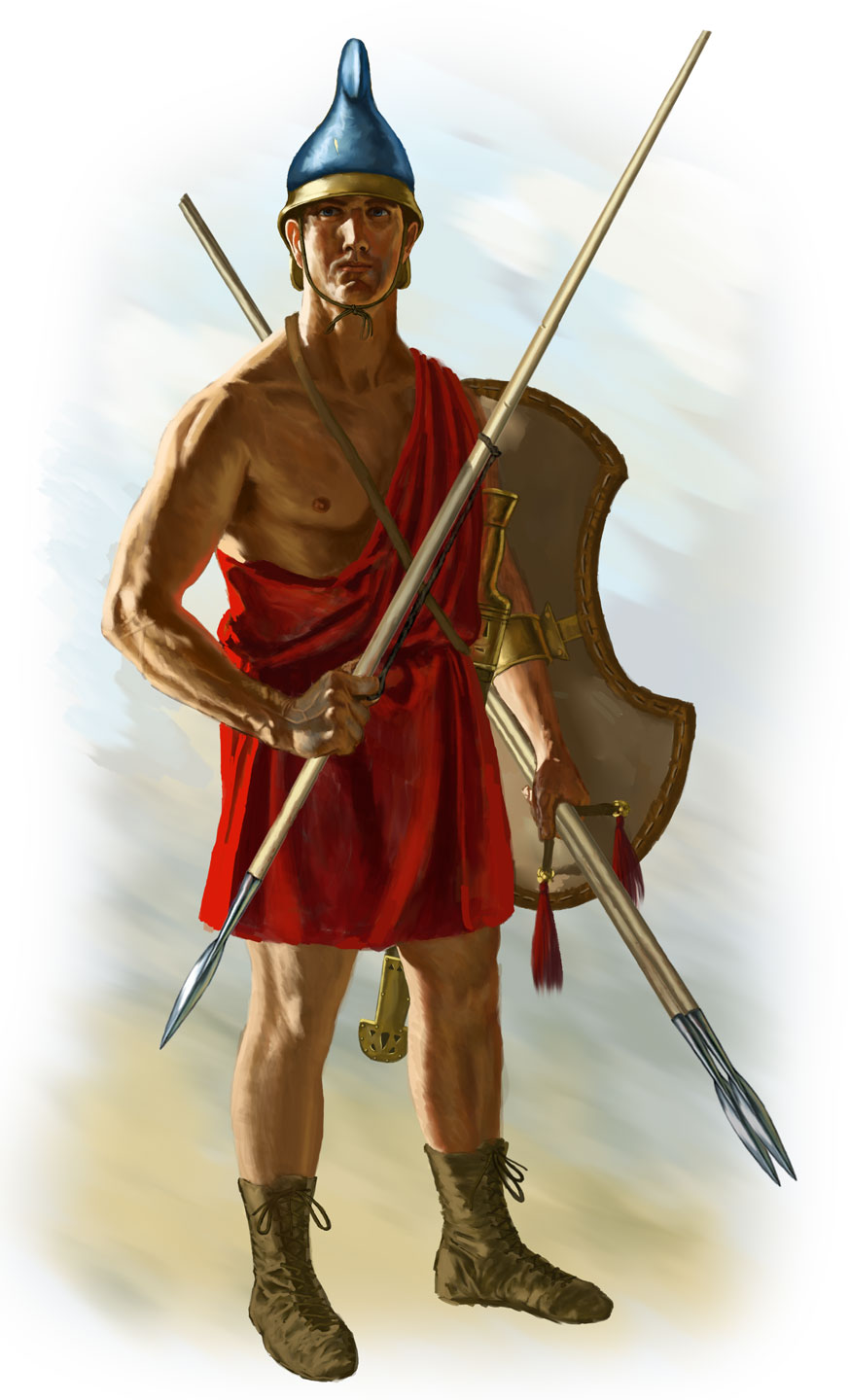
Representació dels agrians.

Els agrians (en grec antic Ἀγρίανες) eren una tribu dels peons, que vivien a les fonts del riu Estrímon.
El seu territori va ser sotmès al Regne de Macedònia per Filip II al segle iv aC. Van ser famosos pels seus peltastes, que lluitaven com a cos d'elit a l'exèrcit d'Alexandre el Gran.